# Донецький НДІ судових експертиз

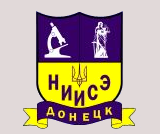

Донецький науково-дослідний інститут судових експертиз (ДНДІСЕ)  (Донецкий научно-исследовательский институт судебных экспертиз) — державна спеціалізована експертна установа Міністерства юстиції України.
У своїй діяльності інститут керується Законом України «Про судову експертизу», процесуальним законодавством, нормативними актами України, що стосуються діяльності науково-дослідних установ та Статутом інституту.

## Історія Донецького науково-дослідного інституту судових експертиз
Донецький науково-дослідний інститут судових експертиз Міністерства юстиції України веде свою історію з 1973 року, коли було створено Донецьке відділення Харківського НДІ судових експертиз імені Засл. проф. М. С. Бокаріуса. Створення такої установи у Донецькому регіоні було обумовлено необхідністю вдосконалювання експертного забезпечення процесу розкриття та розслідування злочинів і розвитку криміналістичної науки. У джерел наукової тематики інституту стояли такі видатні вчені-криміналісти, як Л. Є. Ароцкер, Г. Л. Грановський, Ю. Г. Корухов, Н. В. Скорик, М. С. Романов та інші. В 1995 році було створено Донецький науково-дослідний інститут судових експертиз. В 1998 році в Луганську було відкрите відділення Донецького НДІСЕ.
Інститутом здійснюється незалежна судово-експертна діяльність, яка відповідає всім вимогам судочинства в державі. Всі судові експерти Донецького НДІСЕ внесені до Єдиного реєстру атестованих судових експертів України, що підтверджує кваліфікацію та компетентність співробітників інституту. Щорічно фахівцями ДНДІСЕ виконується понад 8000 експертиз.

## Напрямки діяльності ДНДІСЕ
Згідно з ч. 3 ст. 7 Закону України «Про судову експертизу» судово-експертна діяльність, пов'язана з проведенням криміналістичних, судово-медичних і судово-психіатричних експертиз здійснюється виключно державними спеціалізованими установами, до яких відноситься Донецький науково-дослідний інститут судових експертиз.
Напрямки діяльності ДНДІСЕ:
1. Автотехнічна експертиза
2. Автотоварознавча експертиза
3. Технічна експертиза документів
4. Почеркознавча експертиза
5. Трасологічна експертиза
6. Балістична експертиза
7. Експертиза холодної зброї
8. Дактилоскопічна експертиза
9. Біологічна експертиза
10. Гірничо-технічна експертиза
11. Експертиза матеріалів, речовин та виробів
12. Ліцензування
13. Пожежо-технічна експертиза
14. Психологічна експертиза
15. Психологічні дослідження за позовами про заподіяння морального збитку
16. Психолого-мистецтвознавча експертиза
17. Будівельно-технічна експертиза
18. Товарознавча експертиза
19. Економічна експертиза
20. Експертиза комп'ютерної техніки та програмних продуктів
21. Підготовка та стажування судових експертів.

## Контакти
Адреса: вул. Поштова, буд. 67, м. Слов'янськ, 84122.